# Фудзивара-но Ацутада
Фудзивара-но Ацутада, Тюнагон Ацутада или Гонтюнагон Ацутада (яп. 藤原敦忠, 中納言敦忠, 権中納言敦忠, 906 — 18 апреля 943) — японский вака-поэт и аристократ периода Хэйан из рода Фудзивара.
Он известен также как 本院中納言 — Хонин Тюнагон и 琵琶中納言 — Бива Тюнагон.
Он один из «Тридцати шести бессмертных поэтов». Его стихи включены в различные официальные антологии, в том числе «Госэн вакасю» и «Хякунин иссю» (№ 43).